# Aegus haddeni
Aegus haddeni es una especie de coleóptero de la familia Lucanidae.

## Distribución geográfica
Habita en Luzon, Negros y Mindanao en las (Filipinas).